# Paratriaenops furculus
Paratriaenops furculus (Trouessart, 1906) è un pipistrello della famiglia degli Rinonitteridi diffuso nel Madagascar e sull'atollo di Cosmoledo, nelle Seychelles.

## Descrizione

### Dimensioni
Pipistrello di medie dimensioni, con la lunghezza della testa e del corpo tra 67 e 84 mm, la lunghezza dell'avambraccio tra 42 e 51 mm, la lunghezza della coda tra 19 e 28 mm, la lunghezza del piede tra 5 e 9 mm, la lunghezza delle orecchie tra 15 e 20 mm e un peso fino a 8,1 g.

### Aspetto
Le parti dorsali sono bruno-grigiastre, mentre le parti ventrali sono grigio chiare. Il muso è corto e appiattito, con una foglia nasale formata da una porzione anteriore larga, a forma di ferro di cavallo e senza fogliette supplementari laterali e da una porzione posteriore composta da tre proiezioni allungate, appuntite e della stessa lunghezza, con le due più esterne leggermente inclinate verso l'esterno, con una piccola linguetta alla base di quella centrale e cinque fossette disposte a semicerchio sotto di esse. Le orecchie sono grandi, con una leggera concavità sul margine esterno sotto l'estremità appuntita e con l'attaccatura del bordo interno molto vicina alla parte superiore dell'occhio, dove poi si sviluppa in un antitrago distinto. La coda è relativamente corta e si estende leggermente oltre l'uropatagio.

### Ecolocazione
Emette ultrasuoni a ciclo di lavoro alto sotto forma di impulsi di lunga a frequenza costante compresa tra 91,4 e 116,8 kHz e con un decadimento rapido alla fine. Le femmine producono suoni a frequenze più basse.

## Biologia

### Comportamento
Si rifugia all'interno di grotte dove forma colonie fino a diverse decine di migliaia di individui. Nelle isole più piccole utilizza fessure nelle scogliere.

### Alimentazione
Si nutre di insetti, particolarmente di lepidotteri.

## Distribuzione e habitat
Questa specie è diffusa nella parte occidentale e sud-occidentale del Madagascar e sull'atollo di Cosmoledo a sud-ovest delle Seychelles, nell'Oceano Indiano sud-occidentale.
Vive nelle foreste decidue secche e nelle foreste spinose, tra 30 e 200 metri di altitudine.

## Conservazione
La IUCN Red List, considerato il vasto areale, classifica P. furculus come specie a rischio minimo (Least Concern).